# Tapaan (Banyuates)
Tapaan is een bestuurslaag in het regentschap Sampang van de provincie Oost-Java, Indonesië. Tapaan telt 2036 inwoners (volkstelling 2010).